# (6276) Kurohone
(6276) Kurohone est un astéroïde de la ceinture principale.

## Description
(6276) Kurohone est un astéroïde de la ceinture principale. Il fut découvert le 1er janvier 1994 à Oizumi par Takao Kobayashi. Il présente une orbite caractérisée par un demi-grand axe de 2,87 UA, une excentricité de 0,05 et une inclinaison de 1,4° par rapport à l'écliptique.

## Compléments